# مک‌کی (اکلاهما)
مک‌کی (به انگلیسی: McKey) یک منطقهٔ مسکونی در ایالات متحده آمریکا است که در شهرستان سکویا، اکلاهما واقع شده‌است. مک‌کی ۱۵٫۴ کیلومتر مربع مساحت و ۱۳۵ نفر جمعیت دارد و ۱۶۰ متر بالاتر از سطح دریا واقع شده‌است.